# Georg Wilhelm Freytag
Georg Wilhelm Freytag (ur. 1788, zm. 1861) – niemiecki uczony, filolog orientalista, leksykograf. Od 1819 roku był profesorem uniwersytetu w Bonn. Zasłynął jako twórca czterotomowego słownika arabsko-łacińskiego (Lexicon Arabico-Latinorum), wydawanego w latach 1830-1857, który był podstawowym opracowaniem słownictwa arabskiego na potrzeby europejskich badaczy.